# Domaniewice
Domaniewice è un comune rurale polacco del distretto di Łowicz, nel voivodato di Łódź.
Ricopre una superficie di 86,23 km² e nel 2004 contava 4 621 abitanti.